# Tabanus sagax
Tabanus sagax är en tvåvingeart som beskrevs av Osten Sacken 1876. Tabanus sagax ingår i släktet Tabanus och familjen bromsar. Inga underarter finns listade i Catalogue of Life.